# أغويبو كامارا
أغويبو كامارا (مواليد 20 مايو 2001) هو لاعب كرة قدم غيني يلعب في مركز الوسط المهاجم أو الجناح في نادي أولمبياكوس.

## روابط خارجية
- أغويبو كامارا على موقع قاعدة بيانات كرة القدم.إي يو (الإنجليزية)
- أغويبو كامارا على موقع ناشيونال فوتبول تيمز (الإنجليزية)
- أغويبو كامارا على موقع Soccerway.com (الإنجليزية)